# Енрике Марискал
Енрике Марискал (на испански: Enrique Mariscal) е аржентински професор по философия, психолог и писател на произведения в жанра книги за психология и за самопомощ, които спомагат на творчеството и самоусъвършенстването.

## Биография и творчество
Енрике Луис Марискал е роден през 1934 г. в Буенос Айрес, Аржентина.
Следва философия, психология и педагогика в Националния университет в Буенос Айрес. След дипломирането си интензивна преподавателска дейност на всички нива на образование, от учител в селските райони в много неблагоприятен район, професор в Националното училище в Буенос Айрес, академик и съветник в много университети.
Бил е и координатор на катедрата за обучение и изследвания и ръководител на комуникационната служба на болница „Италиано де Буенос Айрес“.
От 1972 г. насърчава усъвършенстването на учителите и творческото разрешаване на конфликти чрез посредничество в Юридическия факултет на Университета в Буенос Айрес, където е директор на постоянния семинар: „Преосмисляне на преподаването и ученето“.
Участва в Съвета за научни и технически изследвания на Република Аржентина. Като консултант към Световната здравна организация и специалист по планиране на човешките ресурси към ЮНЕСКО – Икономическата комисия за Латинска Америка и Карибския басейн (Ilpes-Cepal-Unesco), води множество обучителни семинари в цяла Америка.
Той е един от основателите на Висшия институт за педагогически кадри в Мисионес и първият редовен професор в Университета на Нордесте в Посадас.
Автор на множество широко разпространени творби, които са характерни с дълбочината и хумора си, интелектуалната си ангажираност, богатството на метафори и прецизността на езика.
Чрез своята книга за Мария Монтесори участва в Международния конгрес по образование, проведен в Рим през 1970 г., в чест на 100-годишнината от рождението на именитата италианска педагожка.
Енрике Марискал умира на 8 септември 2016 г. в Буенос Айрес.

## Произведения
частична библиография
- Maria Montessori (1992)
- El Poder de La Palabra Creadora (1999) – с Инес Марискал
- Cuentos para regalar a personas sensibles (2000)
Приказки за подарък на чувствителни хора, изд.: ИК „Бард“, София (2010), прев. Виктория Недева
- Cuentos para regalar a personas inteligentes (2000)
- El Arte de Sufrir Inutilmente Libro I Acabar (2000)
- El Arte de Sufrir Inutilmente, El. Libro II Estar Atento (2003)
- Ideas Para Ganar. El Arte de La Guerra (2004) – със Сун Цу
- Cuentos para regalar a personas originales (2006)
Приказки за подарък на оригинални хора, изд.: ИК „Бард“, София (2011), прев. Елена Дичева
- El Arte de Sufrir Inuitilmente: Libro III: Llorar A Duo (2006)
- Cuentos para regalar a las personas que aman (2007)
Приказки за подарък на хора, които обичат, изд.: ИК „Бард“, София (2012), прев. Елена Дичева
- Cuentos para regalar a personas soñadoras (2008)
Приказки за подарък на мечтатели, изд.: ИК „Бард“, София (2011), прев. Весела Ангелова
- El poder de lo simple (2008)
- Cuentos para regalar a enamorados (2009)
Приказки за подарък на любими хора, изд.: ИК „Бард“, София (2012), прев.
- La magia de felicidad (2010)
Другото име на любовта, изд.: ИК „Бард“, София (2011), прев.
- Manual de jardinería humana (2014)
- L'art de navegar per la vida (2015)
- Cuentos para regalar: a las personas que más quiero (2020)